# 斯图亚特·考夫曼
斯图亚特·阿兰·考夫曼（英語：Stuart Alan Kauffman，1939年9月28日—）是一个美国理论生物学家和复杂系统研究者，主攻领域为地球上的生命起源。主要作品有《宇宙为家》（At Home in the Universe: The Search for Laws of Self-Organization and Complexity，1995年）、《科学新领域的探案》（Investigations，2000年）、《物理之外的世界》（A World Beyond Physics: The Emergence and Evolution of Life，2019年）、《秩序的起源：进化中的自组织和自然选择》（The Origins of Order: Self Organization and Selection in Evolution，1993年）等